# Henrietta Müller

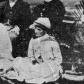
Henrietta Müller (1893)

Frances Henrietta Müller (* 1845 oder 1846 in Valparaíso, Chile; † 4. Januar 1906 in Washington, D.C.) war eine britische Frauenrechtlerin, Herausgeberin und Theosophin. Unter dem Pseudonym Helena B. Temple gab sie von 1888 bis 1893 das einflussreiche Frauenrechtsmagazin Women’s Penny Paper heraus.

## Leben
Henrietta Müller wurde 1845 oder 1846 in der damals bedeutenden chilenischen Hafenstadt Valparaíso als Tochter von Maria Henrietta und William Müller geboren. Ihr Vater stammte ursprünglich aus Deutschland, war aber nach England ausgewandert und hatte dort eine Laufbahn als Unternehmer eingeschlagen. Ferner war er Friedensrichter für Hertfordshire. Ihre Mutter stammte aus England. Müller hatte drei Schwestern und einen Bruder. Ihre Schwester Eva (1852/1853–1921) wurde später ebenfalls Frauenrechtlerin und heiratete den Politiker Walter McLaren. Henrietta und ihre Geschwister verbrachten große Teile ihrer Kindheit in Chile und wurde offenbar hauptsächlich privat erzogen. Später unternahm sie ausgedehnte Reisen durch Amerika und Europa. 1873 schrieb sie sich am Girton College der University of Cambridge ein, wo sie 1877 die erste Zwischenprüfungen in Moral Science absolvierte. Sie verließ die Universität ohne Abschluss, denn diese wurden damals noch nicht an Frauen vergeben.
Über das Girton College und dessen Mitbegründerin Emily Davies kam Müller in Kontakt mit der Frauenrechtsbewegung. Noch zu Studienzeiten trat sie Emma Patersons Women's Printing Society. Nach Ende ihres Studiums widmete sie sich in Vollzeit dem Kampf um mehr Frauenrechte, ermöglicht durch den Wohlstand ihrer Familie. Von 1878 bis 1885 war sie Mitglied im öffentlichen Schulausschuss von London, wo sie sich für graduelle Reformen für eine bessere Bildung von Mädchen und bessere Arbeitsbedingungen für Frauen im Bildungsbereich einsetzte. Unter anderem setzte sie die Einstellung von Frauen in der Schulbehörde durch. Ihr Vorstoß für gleiche Bezahlung zwischen männlichen und weiblichen Nachwuchslehrern scheiterte allerdings und wurde erst 1961 umgesetzt. Parallel engagierte sie sich als Guardian, wörtlich Wächter, unter dem Armengesetz, was praktisch bedeutete, dass sie in ihrem Heimatbezirk zu jenen Leuten gehörte, die das Armengesetz umsetzten und dabei die genaue Umsetzung im Einzelfall entscheiden konnten. 1883 gründete sie die Society for Promoting the Return of Women as Poor Law Guardians, um mehr Frauen zu ermutigen, Poor Law Guardians zu werden. Zwei Jahre später bekannte sie in einem Aufsatz im Westminster Review, dass ihrer Meinung nach Frauen am besten für diese Arbeit geeignet seien, da nach dem damaligen Rollenbild der Gesellschaft die Frau für Häuslich-Private zuständig sei und das Armengesetz eine Erweiterung dieser häuslichen Sphäre („domestic sphere“) sei. In weiteren Aufsätzen im gleichen Magazin wendete sie dieses Argument auch für ihre Arbeit in der Londoner Schulbehörde an.
Ein weiteres Interessensgebiet von Müller war die sexuelle Ausbeutung von Frauen durch Männer. Bis 1888 war sie Mitglied der National Vigilance Association (NVA), die unter anderem die Schließung von Bordellen für den Kampf gegen die Prostitution forderte. Sie zog sich jedoch aus der Organisation zurück, als ihr zunehmend der Standpunkt der Gruppe zu konservativ und irrbehaftet erschien; unter anderem befürchtete sie, dass eine Schließung von Bordellen Prostituierte nur noch verletzlicher machen würde. Diese Ansicht teilte sie mit der Personal Rights Association, der sie ebenfalls angehörte. Zugleich kritisierte sie die völlige Ablehnung der NVA von jeglicher Form von Geburtenkontrolle; im Gegensatz zur NVA hatte Müller zur Geburtenkontrolle ein ambivalentes Verhältnis: zwar befürchtete sie, dass Frauen nun noch mehr sexuell ausgebeutet werden könnten, doch sah sie zugleich den Vorteil, dass Frauen nun selbst über eine Schwangerschaft entscheiden konnten. 1885 trat Müller Karl Pearsons Men and Women's Club bei, einem progressiven Debattenverein, in dem – zur damaligen Zeit unüblicherweise – Frauen und Männer gemeinsam über ethische Fragen im Bereich von Geburtenkontrolle, Prostitution, Heirat, Sexualität und der Emanzipation der Frau diskutierten. Auch aus dieser Organisation zog sich Müller 1888 zurück, weil sie sich die männlichen Diskussionsteilnehmer für zu selbstgerecht und besserwisserisch empfand.
Müller war daneben an weiteren reformistischen Bewegungen jener Zeit beteiligt, die in Verbindung mit der Frauenrechtsbewegung standen. Sie gehörte den Suffragetten an, saß im Vorstand der National Society for Women’s Suffrage und verweigerte jegliche Steuerzahlungen, solange sie keine Wahlrecht besaß. Zugleich forderte sie die Berufung von mehr Polizistinnen, Richterinnen und Jurorinnen, um die Sichtweise von Frauen im Justizsystem zu stärken. Ferner unterstützte sie die Abstinenzbewegung in der Überzeugung, dass der übermäßige Alkoholkonsum von Männern zu mehr Gewalt gegen Frauen und zu einer Verarmung von Familien führen würde. 1888 startete sie unter dem Pseudonym Helena B. Temple mit dem Women’s Penny Paper ein eigenes Magazin, das sie als Medium der Frauenrechtsbewegung positionierte und diverse Themen mit Relevanz für die britische Frau abzudecken suchte. Es behauptete von sich selbst, als einziges Magazin auf der ganzen Welt ausschließlich von Frauen geschrieben, gedruckt und veröffentlicht zu werden. 1891 wurde das Magazin in Woman’s Herald umbenannt; im gleichen Jahr gab Müller die Leitung des Magazins an ihre Schwester Eva McLaren ab.

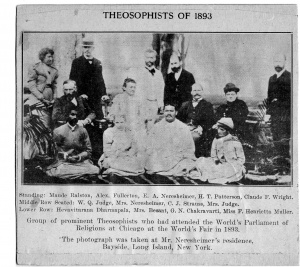
Müller (vordere Reihe rechts) mit anderen theosophischen Teilnehmern des Weltparlamentes der Religionen 1893

Mit Beginn der 1890er Jahre zog sich Müller zunehmend aus der Frauenrechtsbewegung zurück und begab sich auf eine spirituelle Reise, die sie zu den Theosophen führte. Angezogen durch die Idee von spiritueller Gleichheit von Mann und Frau trat sie 1891 der Theosophischen Gesellschaft bei und wurde bald eine öffentliche Fürsprecherin der Glaubensgruppe. 1892 begab sie sich auf eine Vortragsreise durch Indien, 1893 reiste sie zusammen mit Annie Besant als Vertreterin der Theosophen zum ersten Weltparlament der Religionen nach Chicago und anschließend für eine Vortragsreise zusammen mit Besant durch Indien und Ceylon. 1894 gab sie die theosophische Schrift The Yoga of Christ or The Science of the Soul heraus. Danach wurde sie verstärkt von den hinduistischen Lehren Vivekanandas angezogen und trat schließlich der 1897 von Vivekananda gegründeten Ramakrishna-Mission bei. Im gleichen Jahr publizierte sie unter dem Titel From Columba to Almora eine Edition von Reden Vivekanandas. Zu dieser Zeit lebte sie in Indien, wo sie 1895 einen bengalischen Jungen adoptierte. Später verbrachte sie einige Zeit in China, ehe sie nach Washington, D.C. zog, wenngleich ihr offizieller Wohnsitz im Westminster Palace Hotel in London war. Müller starb 1906 in Washington, D.C. und vererbte ihr Vermögen an ihre Schwester Eva. Zwei Gemälde von John Varley stiftete sie ihrer Alma Mater, dem Girton College.

## Werke
Herausgeberschaften
- A. K. G.: The Yoga of Christ or The Science of the Soul. Theosophical Publishing Society, London 1894.
- From Colombo to Almora: Being a Record of the Swami Vivekananda’s Return to India after his Mission to the West, including Reports of the Seventeen Lectures. The Vyjayanti Press, Madras 1897.